# أوباكي نو كيو-تارو
أوباكي نو كيو-تارو (باليابانية: オバケのQ太郎 ワンワンパニック) (بالإنجليزية: Chubby Cherub)‏، هي لعبة فيديو إلكترونية من نوع مغامرات وأكشن، ففي النسخة اليابانية الأصلية تظهر شخصية أوباكي نو كيو-تارو على أنها شبح في اللعبة، وهي مرخصة من فوجيكو شوغاكوكان المبنية على الرسوم المتحركة والمجلات المصورة والتي بثها تلفزيون أساهي اليابانية، ومن دار نشر بانداي سنة 1985م، وتعمل على نظام نينتندو إنترتينمنت سيستم الحصرية، وصدرت اللعبة سنة 1986م بالولايات المتحدة تحمل اسم شوبي شيروب بشخصية مختلفة.